# Svenska mästerskapen i längdskidåkning 1928
Svenska mästerskapen i längdskidåkning 1928 arrangerades i Sundsvall.

## Medaljörer, resultat

### Herrar
| Gren             | Guld            | Guld           | Silver          | Silver         | Brons             | Brons          |
| 15 km            | Inga tävlingar  | Inga tävlingar | Inga tävlingar  | Inga tävlingar | Inga tävlingar    | Inga tävlingar |
| 30 km            | Sven Utterström | Bodens BK      | John Lindgren   | Lycksele IF    | Per-Erik Hedlund  | Särna SK       |
| 50 km            | John Lindgren   | Lycksele IF    | Sven Utterström | Bodens BK      | Hjalmar Bergström | Sandviks IK    |
| Lagtävling 15 km | Inga tävlingar  | Inga tävlingar | Inga tävlingar  | Inga tävlingar | Inga tävlingar    | Inga tävlingar |
| Lagtävling 30 km | Lycksele IF     | Lycksele IF    |                 |                |                   |                |
| Lagtävling 50 km | Lycksele IF     | Lycksele IF    |                 |                |                   |                |

### Damer
| Gren             | Guld          | Guld         | Silver        | Silver       | Brons           | Brons        |
| 10 km            | Astrid Bylund | Selångers SK | Elin Karlsson | Stora Skedvi | Hilda Söderberg | Gällivare BK |
| Lagtävling 10 km | Selångers SK  | Selångers SK |               |              |                 |              |

### Webbkällor
- Svenska Skidförbundet